# Rue du Caillou-Gris
Ne doit pas être confondu avec Rue du Gros-Caillou.
La rue du Caillou-Gris (en occitan : carrièra del Calhau Gris) est une voie de Toulouse, chef-lieu de la région Occitanie, dans le Midi de la France.

## Situation et accès

### Description
La rue du Caillou-Gris est une voie publique. Elle se trouve dans le quartier des Minimes. Elle est une partie de l'ancien chemin vicinal no 50, dit du Sang-de-Serp (actuels rue du Caillou-Gris, chemin du Sang-de-Serp et partie du chemin de Chantelle).
Elle naît perpendiculairement à l'avenue des Minimes et se termine, après un parcours de 531 mètres, au carrefour de la rue de Chaussas.
La chaussée compte une voie de circulation automobile à sens unique, de la rue de Chaussas vers l'avenue des Minimes. Elle appartient à une zone 30 et la vitesse y est limitée à 30 km/h. Il n'existe pas de piste, ni de bande cyclable, quoiqu'elle soit à double-sens cyclable.

### Voies rencontrées
La rue du Caillou-Gris rencontre les voies suivantes, dans l'ordre des numéros croissants :
1. Avenue des Minimes
2. Place du Marché-aux-Cochons (d)
3. Rue du Général-Bourbaki
4. Rue de Dunkerque (g)
5. Rue Honoré-de-Balzac (d)
6. Rue Sainte-Blanche
7. Rue Alfred-de-Musset (d)
8. Rue Michel-de-Montaigne (g)
9. Rue de Chaussas

## Odonymie
La rue, dont le nom est déjà connu au XVe siècle, tient son nom du Caillou Gris, partie du terroir de la Grande Lande (apud Calhavum Grisum en latin médiéval, a Cailhau Gris en occitan médiéval, XIVe siècle). Il était probablement caractérisé par l'affleurement d'alluvions et de cailloux de couleur différente des autres : d'après Pierre Salies, les sédiments déposés par l'Hers sont jaunes, tandis que ceux de la Garonne sont sombres, gris ou bleutés.

## Patrimoine et lieux d'intérêt

### Établissements scolaires
- no  10 : collège Claude-Nougaro[3],[4].
- no  14 : école élémentaire Claude-Nougaro.

### Autres établissements publics
- no  6 : centre culturel des Minimes[5].

### Maisons
- no  30 : maison (vers 1939)[6].
- no  36 : maison (deuxième quart du XXe siècle)[7].
- no  37 : maison (vers 1937)[7].
- no  40 : maison (deuxième quart du XXe siècle)[7].
- no  60 : maison (1928, Edmond Pilette)[8].
- no  74 : maison toulousaine (deuxième moitié du XIXe siècle)[9].